# Lesoparkovaja
Lesoparkovaja (Bospark Russisch: Лесопарковая ) is een station aan de Boetovskaja-lijn van de Moskouse metro. Het station dankt zijn naam aan de ligging bij het Bittevskipark en het Boetovobos.

## Geschiedenis
In 2004 werd besloten om de Boetovskaja-lijn te verbinden met de Kaloezjsko-Rizjskaja-lijn om de reizigers uit Boetovo beter te spreiden over het metronet. De naam werd op 24 juni 2008 op voorspraak van de stedelijke naamgevingscommissie door het stadsbestuur toegekend. Aannemer MUE Kazmetrostroi begon in 2010 met de bouw en de oplevering was gepland voor eind 2013. Op 3 augustus 2012 begon de Wirth-NFM tunnelboormachine (TBM) Ajsyloe met de zuidelijke buis naar Bittsevski Park. Op 16 augustus 2012 begon de Hitachi TBM Laysan aan de noordelijke buis en was de eerste Japanse TBM die werd ingezet in de Russische metrobouw. Het station is ondergronds een enkelgewelfdstation met een gewelf uit gewapend beton. Door twee ribben op het gewelf worden drie aparte bogen gesuggereerd. Haaks op de ribben zijn nissen in het gewelf gemaakt waarin de verlichting is aangebracht. Het gewelf is ter plaatse gegoten met behulp van een verplaatsbare bekistingsmachine. De machine heeft een hefmechanisme en kan horizontaal verreden worden. Bovenop is een stalen bekisting in de vorm van het gewenste gewelf terwijl voor de nissen rechthoekige vakken van gelamineerd multiplex op de stalen bekisting zijn geplaatst. Het opzetten van de bekisting begint met het heffen van het middenstuk gevolgd door het plaatsen van de zijwanden. Na het gieten en uitharden van het beton wordt de bekisting weer neergelaten. Daarna verplaatst de machine zich naar het volgende deel van het gewelf waar het proces zich herhaald. De bekistingsmachine werd bediend door personeel van STALFORM dat de machine heeft ontwikkeld. In samenwerking met het wetenschappelijk instituut voor transportconstructie en het Centraal instituut voor wetenschappelijk en technisch onderzoek werden verbeteringen aan de machine aangebracht. Om de scheurweerstand van de structuren tijdens het beton gieten in winterse omstandigheden te vergroten werden, op aanbeveling van de wetenschappers, de gietsecties vergroot tot 12 à 15 meter.

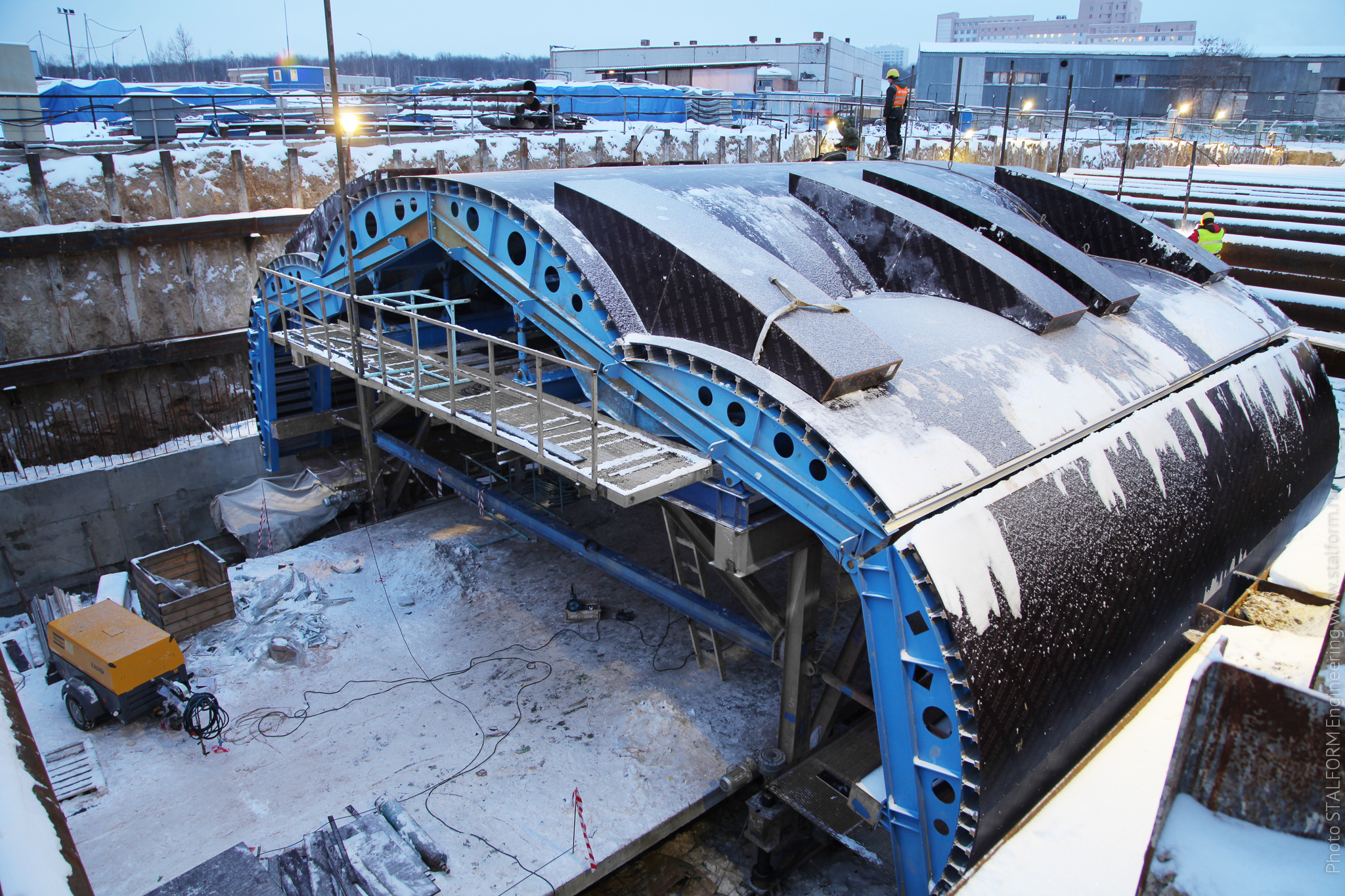
De bekistingsmachine met het gelamineerde triplex
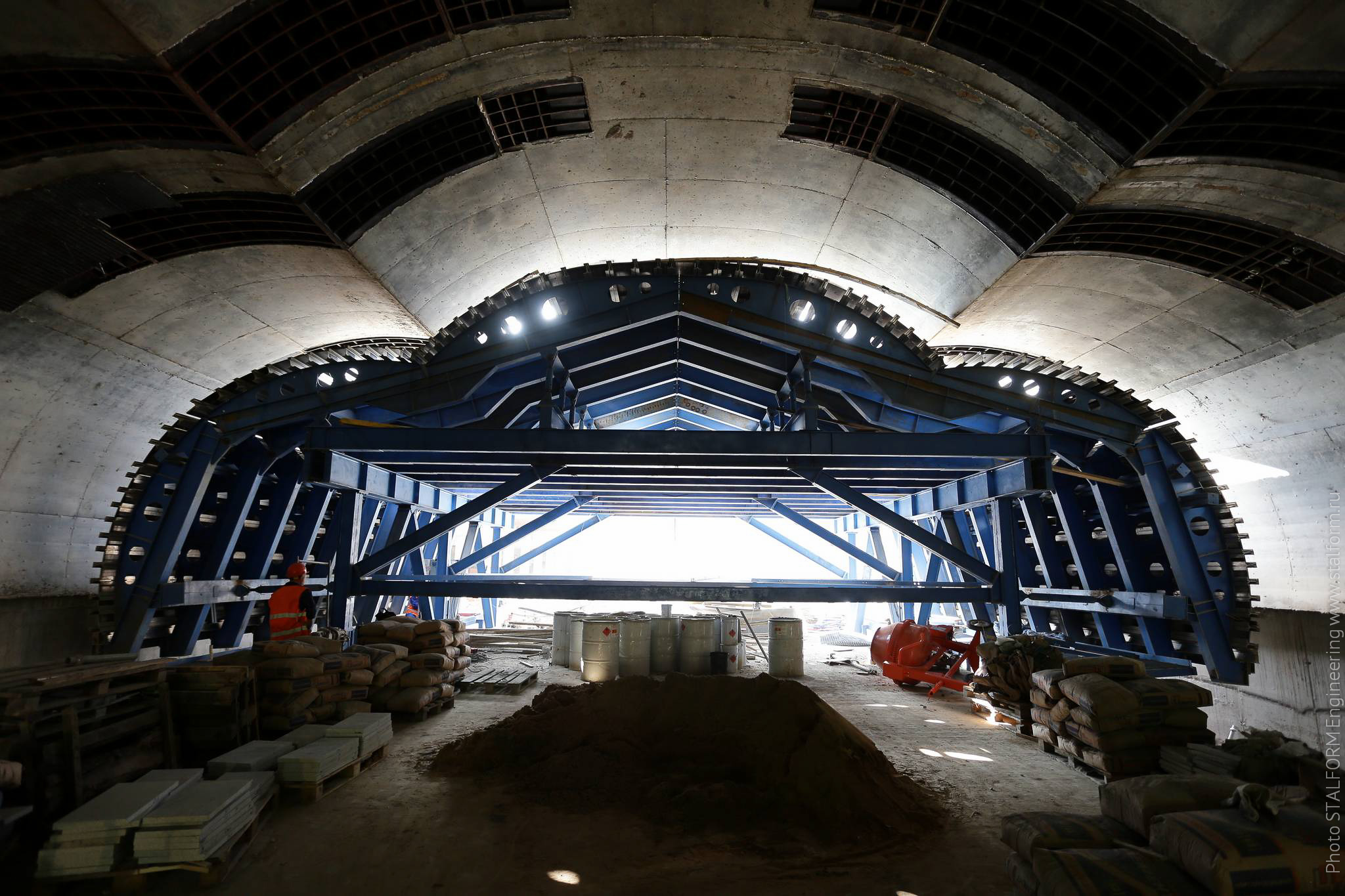
De neergelaten bekistingsmachine onder het gewelf
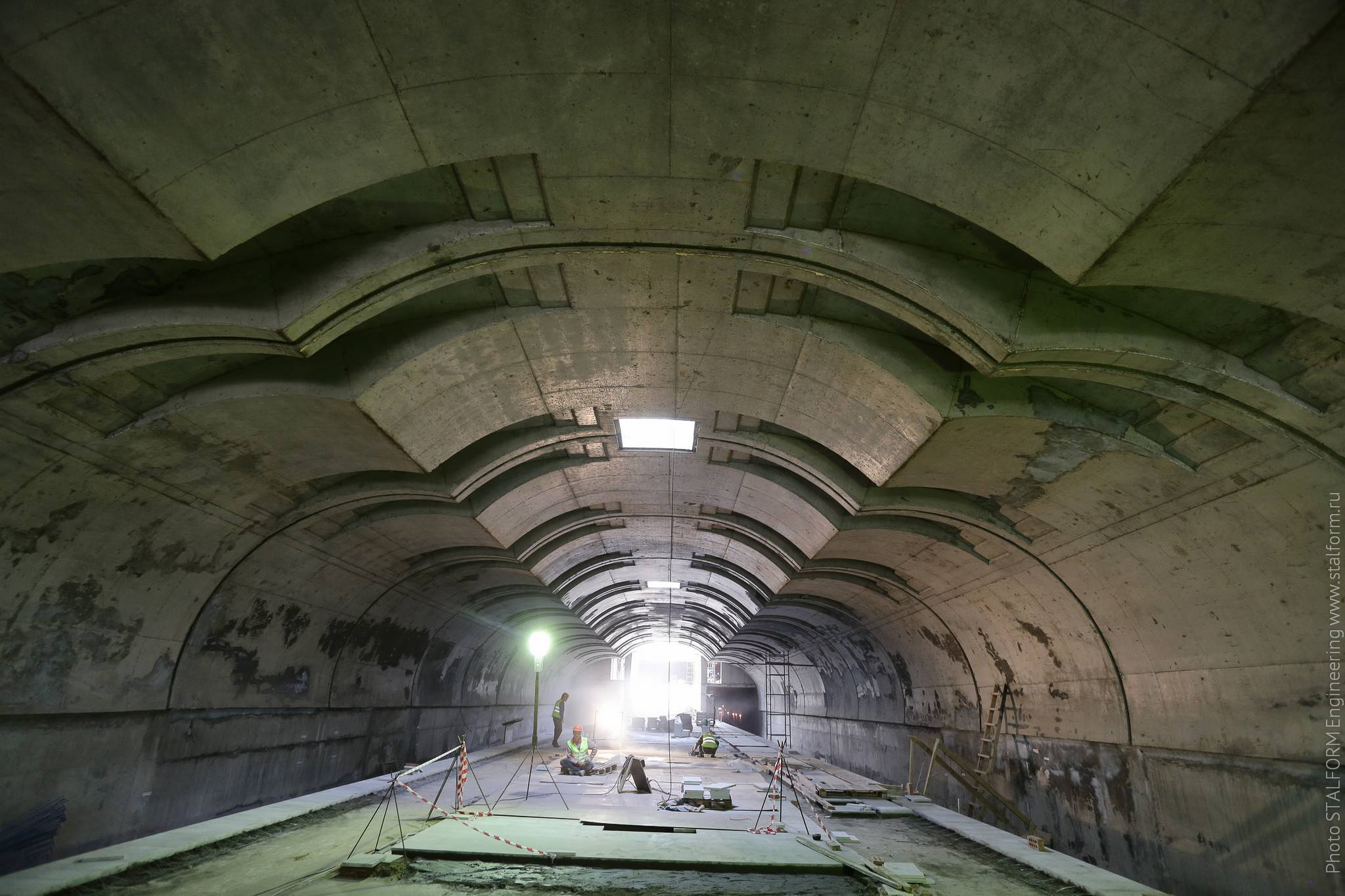
De ruwbouw na de voltooiing van het gewelf.

## Omgeving
Het station ligt in het 18e microdistrict van Zuid-Tsjernatov ter hoogte van kilometerpaal 34 aan de binnenkant van de MKAD in de buurt van de aansluiting van de Poljanastraat en de Koelikovskajastraat. Toen het station geopend werd, lag het op een afgelegen braakliggend terrein zonder woonblokken of openbare gebouwen in de buurt. De beslissing om het station aan de verlenging van de Boetovskaja-lijn te bouwen werd dan ook ingegeven door de wens om de annexaties, zoals noord Boetovo, ten zuiden van de MKAD een betere aansluiting op de metro te bieden. Tevens zouden de stations Bittsevski Park en Lesoparkovaja een goede verbinding zijn met het oude natuurgebied Bittsevski Bos. Volgens de schattingen zouden 30.000 reizigers per dag het station gebruiken, waarvan 3500 per uur in de ochtend- en avondspits. Eind 2014 bedroeg het aantal reizigers ongeveer 500 per dag, waarmee het station het rustigste van het Moskouse net was. Hoewel de woonblokken 21 en 23 aan de Starobitsevskaja Oelitsa, die aan de overkant van de MKAD ten zuiden van het station ligt, hemelsbreed dichter bij Lesoparkovaja liggen dan bij metrostation Oelitsa Starokatsjalovskaja lat de bereikbaarheid voor de bewoners te wensen over. Er is geen oversteekplaats voor voetgangers over de MKAD en de enige mogelijkheid is een voetpad op de brug van de aansluiting van de Poljanastraat op de MKAD. Deze route is verre van ideaal omdat de reizigers van het talud moeten afdalen en het station is omgegeven door garages.
Volgens de plannen zou in 2015 een groot vervoersknooppunt rond het station worden opgeleverd. Deze plannen werden echter pas in april 2015 door de commissie ruimtelijke ordening van Moskou goedgekeurd. In september werd de bouw van een busstation echter geschrapt nadat experts de economische haalbaarheid hadden onderzocht en tot de herfst van 2018 lag het station in een verlaten gebied.  De hoofdarchitect van de stad Moskou, Sergej Koeznetsov, kwam in december 2016 met plannen voor een voetgangerstunnel onder de MKAD naar de bushaltes aan de Starobitsevskaja Oelitsa en merkte op dat er rond het station geen voorzieningen waren voor bussen en auto's. Daarnaast werd een woonwijk op 200 meter van het station aangekondigd, waarvoor de bouwvergunning in november 2017 werd afgegeven en bouw in 2018 begon. Daarnaast wordt een ondergrondse parkeergarage aangelegd als Parkeer en Reis voorziening. Sinds 1 september 2018 eindigt buslijn Mts1 vanaf het migratiecentrum van de federale migratiedienst in Sacharovo bij Lesoparkovaja in plaats van het overbelaste Annino en sinds 15 september 2018 rijden 22 interregionale buslijnen ten zuiden van Moskou uit Podolsk, Tsjechov, Protvino, Poesjino, Serpoechov en Oblensk niet meer naar Joezjnaja maar naar Lesoparkovaja. In februari 2019 bevestigde locoburgemeester Koesnoellin dat er plannen zijn voor een busstation bij Lesoparkovaja.

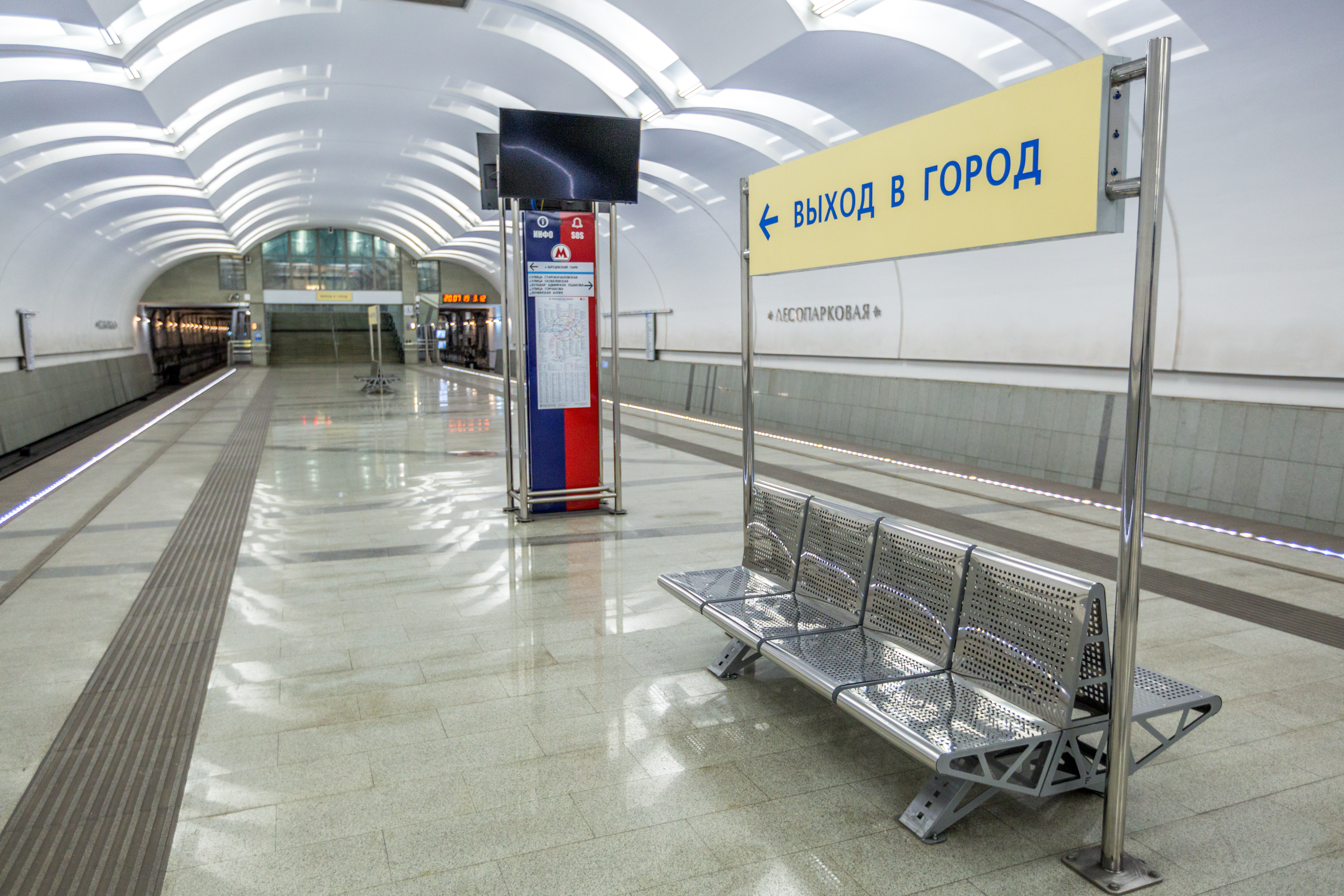
Het perron
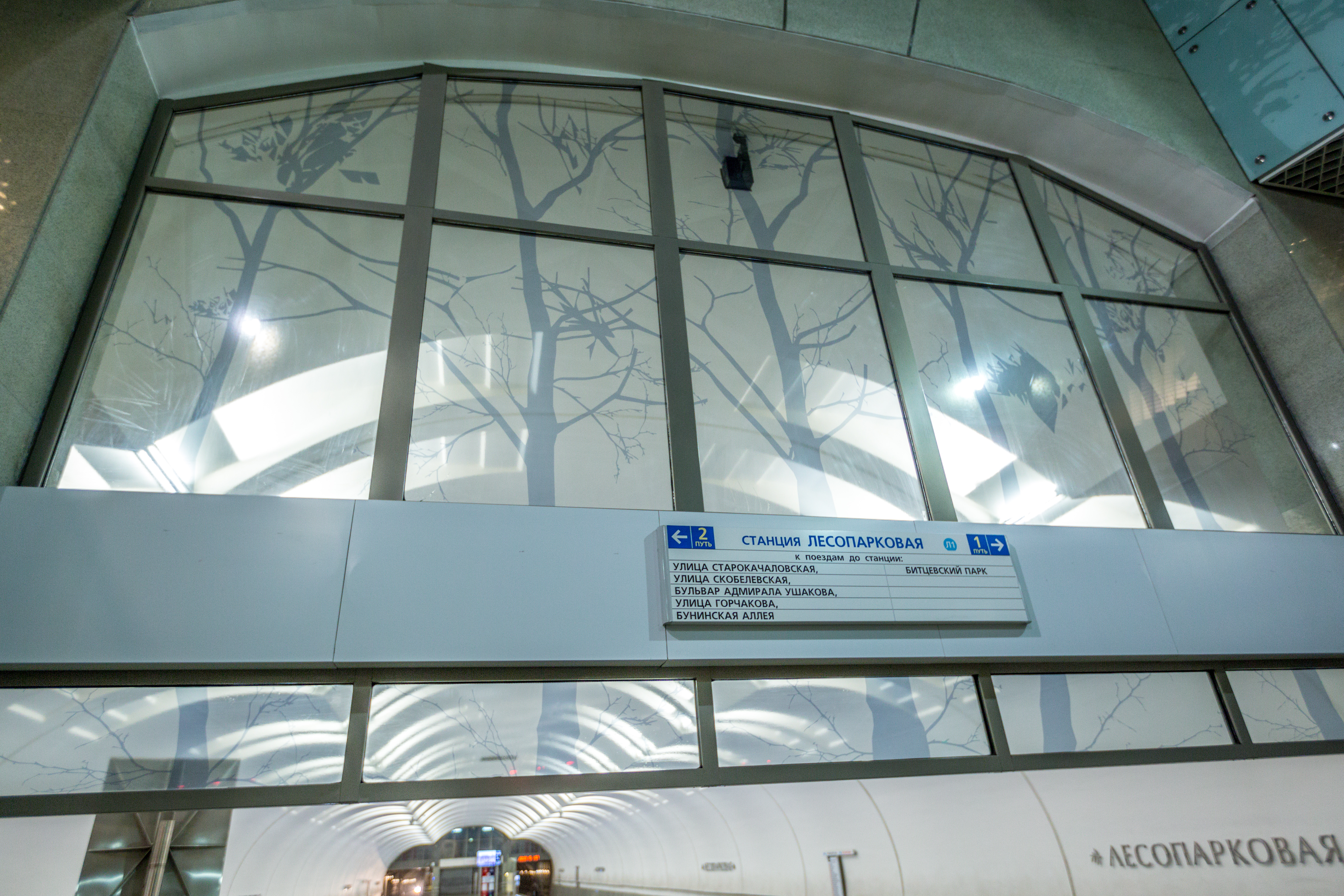
De glazenwand boven de kopsekant van het perron
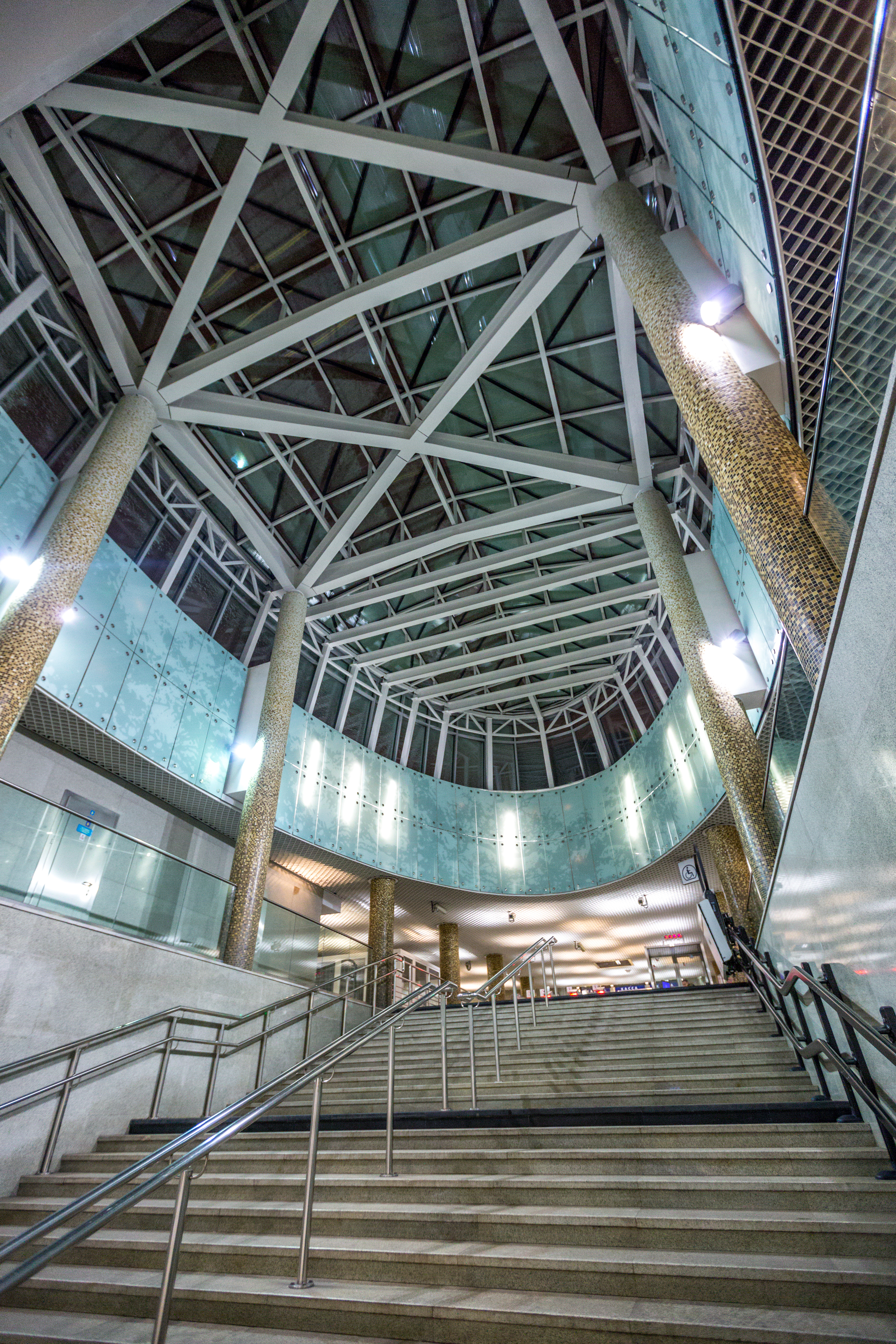
De glazenkoepel boven de trap zodat daglicht het perron kan bereiken

## Ontwerp en inrichting
Het station werd in 2009 ontworpen de architecten Vladimir Filippov en Svetlana Petrosjan van Metrogiprotrans. In 2013 werd het ontwerp aangepast door architect A.M. Moestafin van Kazgrazjdanprojekt waarbij de indeling en de verdeelhal werden gewijzigd. Het station heeft twee ondergrondse verdeelhallen boven de sporen aan de kopse kanten van het perron in de ononderbroken  perronhal. De muren van de verdeelhallen zijn bekleed met gepolijst marmer. De verdeelhallen zijn met trappen met het perron verbonden en hebben elk een overdekte trap naar het straatoppervlak.  De trap tussen de oostelijke verdeelhal en het perron ligt onder een glazen koepel zodat de reizigers de lucht kunnen zien en, als enige Moskouse metrostation, het daglicht het perron kan bereiken. Deze verdeelhal kent voor rolstoelgebruikers ook een lift naar de straat en er is een schuine lift tussen de verdeelhal en het perron gepland. Voor visueel gehandicapten zijn reflecterende waarschuwingsstrips aangebracht op de randen van de trap en het perron. De westelijke verdeelhal zou in 2015 worden geopend samen met het geplande busstation. De tunnelwand onder het gewelf is bekleed met gepolijst Mansoerovski graniet. De vloeren en het perron bestaat uit gepolijste grijze en zwarte platen van gabbro-graniet. De perronlengte bedraagt slechts 92 meter conform de normen van de lichte metro, hierdoor kunnen slechts metro's met maximaal 5 bakken worden ingezet. De verlichting boven het perron is aangebracht in de nissen in het gewelf, die in de verdeelhallen is geplaatst achter een honingraat plafond. De glazen koepel wordt gedragen door zuilen die bekleed zijn met mozaïek steentjes. De letters voor het station zijn ontworpen door de Artemi Lebedev Studio.

## Reizigersverkeer
Op 27 februari 2014 werd het station geopend als onderdeel van de noordelijke verlenging van de Boetovskaja-lijn. Ter gelegenheid van de opening werden alleen op dit station 2-rittenkaarten verkocht met het opdruk “Opening van station Lesoparkovaja”. De stations Bittsevski Park en Lesoparkovaja zijn de laatste die onder metrodirecteur Ivan Besedin zijn geopend. De eerste metro richting Bittsevski Park vertrekt op even dagen doordeweeks om 6:03 uur en in het weekeinde om 6:05 uur op oneven dagen is het beide 5:45 uur. Richting Oelitsa Starokatsjalovskaja vertrekt de eerste metro op even dagen doordeweeks om 5:58 uur en in het weekeinde om 5:59 uur op oneven dagen is het beide 5:43 uur.
Een maand na de opening kwamen medewerkers met gezondheidsklachten. Metingen stelden styreenconcentraties vast van 204 keer de norm. Nader onderzoek in zaak A40-68077-2014 wees een veelvoud van de MAC-waarde uit voor diverse stoffen; styreen 10 tot 450 keer, aceton 1,2 tot 92,2 keer, ethylacetaat 1,5 tot 56 keer, ethylbenzeen 1,5 tot 25 keer, 1,2,4-trimethylbenzeen 13,3 keer, tolueen 1,3 tot 6,5 keer, ammoniak 1,5 tot 5,25 keer en meta-paraxyleen 2,5 keer.